# بيت زبيرج
بيت زبيرج مواليد 10 مايو 1971 في ألتدورف، هو دراج سويسري سابق في صنف سباق الدراجات على الطريق. سبق أن شارك في دورة الألعاب الأولمبية الصيفية.

## سجل النتائج

### سباقات أو مراحل فاز بها
- طواف إسبانيا

## روابط خارجية
- بيت زبيرج على موقع الاتحاد الدولي للدراجات (الإنجليزية)
- بيت زبيرج على موقع أرشيف الدراجات (الإنجليزية)
- بيت زبيرج على موقع إحصائيات الدراجات الإحترافية (الإنجليزية)
- بيت زبيرج على موقع نسبة الدراجات (الإنجليزية)
- بيت زبيرج على موقع CycleBase (الإنجليزية)
- بيت زبيرج على موقع أوليمبيديا (الإنجليزية)
- Team profile